# 英吉沙镇

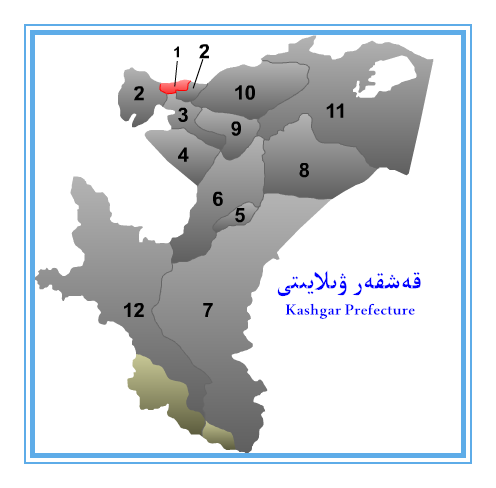

英吉沙镇，是中华人民共和国新疆维吾尔自治区喀什地区英吉沙县下辖的一个行政建制镇。

## 行政区划
英吉沙镇下辖以下地区：
其兰巴格社区、英巴格社区、吾尔也提社区、幸福社区、英协海尔社区、友谊社区、阿克巴格社区、南山社区和阿依丁库勒社区。